# Г
Г, г е четвъртата буква в кирилицата. В старобългарската азбука буквата се нарича глаголи „говори“. В ранните форми на кирилицата буквата има начертание Г и числена стойност 3. В глаголицата Г има начертание , с числена стойност 4.
Кирилската форма произхожда от главната гръцка буква гама (Γ), доколкото глаголическата форма напомня на бързописната форма на малката гама (γ).
Курсивната, както и ръкописната форма на малкото г обикновено се отличава от печатната форма. В българския, както и повечето езици, ръкописната форма прилича на огледален образ на буквата s, докато в сръбската кирилица наподобява латинското ī.
По своето звучене буквата г в книжовните български, македонски и сръбски език отговаря на /g/, с изключение на случаите, когато се обеззвучава до /k/.
В беларуския и украинския буквата отговаря на /ɦ/ – звучно съответствие на българското х.
В руския език звуковата стойност на буквата варира в зависимост от положението ѝ в думата:
- /g/ – пред гласни и звучни съгласни
- /k/ – пред беззвучни съгласни или в края на думата
- /v/ – в окончанията за родителен падеж -его, -ого, както и в думата сегодня (днес)